# Gornje Novo Selo
Gornje Novo Selo (em cirílico: Горње Ново Село) é uma vila da Sérvia localizada no município de Bujanovac, pertencente ao distrito de Pčinja, na região de Binačko Pomoravlje. A sua população era de 437 habitantes segundo o censo de 2002.

## Demografia
| 1948 | 1953 | 1961 | 1971 | 1981 | 1991 | 2002 |
| ---- | ---- | ---- | ---- | ---- | ---- | ---- |
| 413  | 459  | 500  | 536  | 669  | 701  | 437  |